# Roger III. (Foix)
Roger III. († 1147 oder 1148) war von 1124 bis zu seinem Tod Graf von Foix. Er war der älteste Sohn von Graf Roger II. von Foix und dessen zweiter Ehefrau Estefanía von Besalú.

## Ausgleich mit den Trencavel
Zu Beginn seiner Regentschaft ging Graf Roger III. am 31. März 1125 ein Abkommen mit dem Vizegrafen Bernard Aton IV. Trencavel von Carcassonne ein, das vermutlich die endgültige Aufgabe des Anspruches des Grafen von Foix auf die Besitzungen des Vizegrafen beinhaltete, der ihm durch die Erbverfügung seines Urahnen Roger dem Alten zugestanden hatte. Auch Rogers Brüder unterzeichneten dieses Abkommen. Im Ausgleich dazu wurden Roger wichtige Positionen wie Preixan und Arsens überlassen, ebenso erhielt er die Souveränität über Ortschaften wie Mirepoix, Lordat und Dun zurück, die einst sein Vater an Trencavel verpfändet hatte. Nach Trencavels Tod 1130 sollte aus der gegenseitigen Anerkennung ein engeres Bündnis beider Häuser werden, da sich Roger III. und die Söhne Trencavels gegenseitige Waffenhilfe zusicherten, die sich gegen jeden Aggressor richtete, der gegen sie auftreten sollte. Eine Ausnahme sollte aber für die Grafen von Toulouse gelten, da beide Häuser mittlerweile in einem Abhängigkeitsverhältnis zu diesen standen.

## Krieg um die Provence
Die gleichen Jahre waren bestimmt vom Konflikt der Häuser Barcelona und Toulouse um die Vorherrschaft im Languedoc. Dieser mündete in einem offenen Kampf, der die Erbfolge in der Grafschaft Provence als Ursache hatte. Deren Erbin Dulcia war mit Graf Raimund Berengar III. von Barcelona verheiratet und brachte diesem so ihr beträchtliches Erbe in die Ehe. Die Grafen von Toulouse aber versuchten nun die dadurch entstehende Umklammerung ihres Territoriums zu verhindern. In den folgenden Kampf war der gesamte Adel des Languedoc involviert. Während die Häuser Trencavel und Montpellier dabei Partei für Barcelona ergriffen, stand Roger III. von Foix auf der Seite des Grafen Alfons Jourdan von Toulouse, welcher sein Lehnsherr für größere Teile seiner Grafschaft war. In diesem Krieg konnte jedoch keine der beiden Seiten eine Entscheidung erzwingen, worauf der Graf von Toulouse den provencalischen Erbgang an Barcelona 1125 anerkannte. Der Konflikt sollte aber noch bis 1143 weiter schwelen und erst nach einer allgemeinen Erschöpfung der Parteien beendet werden. Hier tat sich besonders Roger III. als Schiedsrichter hervor, der als Schwager des Grafen von Barcelona über gute Beziehungen zu diesem verfügte.

## Der Graf und der Kaiser von Spanien
Am Anfang der 30er Jahre wurde Roger III. wie auch der restliche Adel des Languedoc in die politischen Verhältnisse südlich der Pyrenäen hineingezogen, wo König Alfons VII. von Kastilien im Konflikt mit seinem Stiefvater König Ramiro II. von Aragon lag. Alfons beanspruchte den Thron von Aragon, da Ramiro nur eine Tochter als Erbin hatte. Die Grafen des Languedoc traten dort als Vermittler zwischen beiden Parteien auf, welche den Konflikt 1134 in Saragossa beilegen konnten. Die aragonesische Prinzessin Petronella sollte später den Grafen Raimund Berengar IV. von Barcelona heiraten, im Gegenzug bekam Alfons die Unterstützung der Grafen für seinen Kampf gegen die Muslime, weiterhin waren sie bereit, Alfons als Kaiser anzuerkennen, ohne ihm jedoch huldigen zu müssen. Roger III. war bei der Kaiserkrönung des Spaniers am 26. Mai 1135 in León zugegen.

## Die letzten Jahre
Danach kümmerte sich Roger III. um den Ausbau seiner Macht in Foix. So errichtete er in der Nähe der Abtei von Lézat-sur-Lèze eine Burg, welche die Abtei gegen Plünderungen durch Banditen schützen sollte. Dabei war er bereit, die Abtei an hoheitlichen Privilegien wie der Rechtsprechung und den Steuereinnahmen zu beteiligen. Bedeutsam war auch seine Stiftung des ersten Hauses des Templerordens auf europäischem Boden, der „Ville-Dieu“ (Stadt Gottes), am 27. Oktober 1136 in Nogarède am Fluss Ariège. Von ebenso hoher Bedeutung war die Gründung der Abtei von Boulbonne, die bereits 1129 erfolgte und 1150 dem Kloster Bonnefont unterstellt wurde. Boulbonne sollte später als Grablege für die Grafen von Foix dienen.
Graf Roger III. starb zwischen den Jahren 1147 und 1148.

## Ehe und Nachkommen
Graf Roger III. war seit 1117 verheiratet mit Jimena (Ximene), einer Tochter des Grafen Raimund Berengar III. von Barcelona und dessen erster Ehefrau María Rodríguez de Vivar. Jimena, mütterlicherseits eine Enkelin des El Cid, wurde von ihrem Vater mit der Grafschaft Osona bedacht, die aber nach Jimenas Tod um 1149 an das Haus Barcelona zurückfiel. Die Kinder des Paares waren:
- Roger Bernard I. († November 1188), Nachfolger als Graf von Foix
- namentlich unbekannte Tochter, ⚭ Roger I. de Comminges, Vizegraf von Couserans
- Bradimene, ⚭ 1131 Wilhelm d’Aniort (de Niort), Vizegraf von Sault
- Dulce (Dulça) (†? 25. Dezember 1209), ⚭ 1157 Ermengol VII. Graf von Urgell